# Salima Sultan Begum
Salima Sultan Begum (23 febbraio 1539 – Agra, 2 gennaio 1613) è stata una principessa e poetessa indiana, consorte di Akbar, suo cugino e terzo imperatore Moghul.
Salima era figlia di Gulrukh Begum, figlia di Babur e zia paterna di Akbar, e quindi una principessa Moghul per nascita. Nel 1556 venne promessa in sposa a Bairam Khan da Humayun, padre di Akbar e fratello di Gulrukh, come ricompensa per i servizi resi, e la coppia si sposò un anno dopo. Il matrimonio, senza figli, terminò nel 1561, quando Bairam fu assassinato. A quel punto, Akbar la prese lui stesso come terza moglie. Nuovamente non ebbe figli, ma crebbe per alcuni anni uno dei figli del marito, Murad Mirza, nato da un'anonima concubina.  
Data la sua nascita e la sua riconosciuta saggezza, che le valse il nome di Khadija-uz-Zamani ("la Khadija del suo tempo"), ebbe sempre un posto di alto rango a corte, venne nominata direttrice della parte islamica della zenana ed esercitò una certa influenza sia sul marito che sul suo successore, il figlio Jahangir, nato da Mariam-uz-Zamani. In particolare, fece da mediatrice fra i due quando Jahangir si ribellò al padre. Era inoltre una poetessa che scrisse diversi componimenti sotto il nome di Makhfi ("la nascosta"). 

## Biografia
Salima Sultan Begum nacque il 23 febbraio 1539. Suo padre era Nuruddin Muhammad Mirza, viceré di Kannauj e nipote di Khwaja Hasan Naqshbandi, discendente del sultano Abu Sa'id Mirza, mentre sua madre era Gulrukh Begum, nota anche come Gulbarg, figlia di Babur, fondatore dell'impero Moghul, che morì per complicazioni legate al parto circa quattro mesi dopo la nascita di Salima. Salima era quindi per nascita una principessa Moghul, nipote di Humayun e cugina di Akbar, rispettivamente figlio e nipote di Babur, nonché suoi successori.  
Salima era nota per essere insolitamente istruita per una donna della sua epoca. Parlava e scriveva in persiano, era un'appassionata lettrice la cui biblioteca era una delle più vaste dell'India, aveva competenze nella diplomazia ed era una rinomata poetessa che firmava i suoi componimenti col nome di Makhfi, ovvero "la nascosta", pseudonimo che in seguito fu adottato anche da un'altra principessa Moghul, Zebunnissa Begum. Uno dei distici di Salima venne citato dal celebre poeta Abdus Hayy, autore del Ma'asir al-umara, mentre lo storico di corte Bada'uni, nel suo Muntakhab-ut-Tawarikh, annota che in un'occasione, mancando dalla biblioteca un libro desiderato da Salima, il Khirad-afza, Akbar ordinò che il suo stipendio fosse ridotto finché il libro non fosse stato recuperato. Il colpevole risultò essere Abu'l Fazl, il quale però dichiarò di aver smarrito il testo.    
Il 7 dicembre 1557, a Jalandhar, la diciottenne Salima sposò l'ultra cinquantenne Bairam Khan, uno dei principali generali Moghul e reggente del minorenne Akbar, salito al trono l'anno prima. Il fidanzamento era stato combinato alcuni anni prima da Humayun, con la promessa che le nozze sarebbero state celebrate non appena completata la conquista dell'India. Il matrimonio era politicamente rilevante, in quanto univa due delle linee di discendenza di Ali Shukr Beg, quella turcomanna Qara Qoyunlu da parte di Bairam e quella timuride da parte di Salima. Al momento del matrimonio, Bairam aveva già una moglie che gli aveva appena dato un erede, Abdulrrahim, mentre da Salima non ebbe discendenza.     
Intorno al 1560, Bairam cadde in disgrazia dopo essersi ribellato due volte ad Akbar. Sconfitto, gli furono offerte due opzioni di esilio: un posto da funzionario al confine, a Kalpi o a Chanderi, o di recarsi in pellegrinaggio perpetuo a La Mecca. Bairam scelse l'ultima opzione. Tuttavia, il 31 gennaio 1561, a Patan, la carovana fu attaccata da una banda di predoni afghani guidati da Mubarak Khan, un uomo il cui padre era morto combattendo contro Bairam a Machchiwara, nel 1555. Dopo averlo ucciso, puntarono al carro dove viaggiavano Salima e il figliastro Abdulrrahim, di quattro anni, i quali riuscirono per pura fortuna a fuggire, dirigendosi poi verso Ahmedabad. Per ordine di Akbar, lì furono raggiunti da un reparto di cavalleria e scortati da lui alla corte imperiale di Agra. A quel punto, Akbar prese lui stesso Salima in moglie, in riconoscimento del suo rango. Lei aveva circa tre anni e mezzo più di lui e divenne la sua terza moglie.    
Salima non diede figli neppure ad Akbar, tuttavia, per alcuni anni le fu affidato uno dei figli più piccoli di Akbar, Murad, nato da una concubina. Il bambino fu però restituito alla madre biologica quando aveva cinque anni, perché Salima scelse di partire per il pellegrinaggio a La Mecca insieme a sua zia Gulbadan e altre donne di corte, unica moglie di Akbar a cui fu concesso il permesso, quando persino ad Akbar stesso fu impedito di partire a causa dell'opposizione di Abu'l Fazl. Il gruppo partì da Fatehpur Sikri il 15 ottobre 1575 e arrivò a destinazione il 17 ottobre 1576, dove rimasero per tre anni e mezzo, tornando solo nel marzo 1582.     
Nonostante la mancanza di figli, Salima mantenne sempre una posizione elevata a corte, dato che, insieme a Ruqaiya Sultan Begum, era l'unica consorte di Akbar di sangue Moghul. In particolare, Salima si occupò di redigere i resoconti relativi agli affari imperiali, rendendola una delle donne più potenti a corte.      
Il suo risultato politico più importante fu la riconciliazione fra Akbar e suo figlio Salim, che in seguito sarebbe divenuto l'imperatore Jahangir, quando questi si ribellò al padre. Nel 1601 Salim si proclamò Shah Salim, istituì una corte indipendente a Allahabad e progetto l'assassinio di Abu'l Fazl, il principale consigliere di Akbar. La madre di Salim si schierò con il marito piuttosto che con il figlio e la situazione divenne sempre più tesa fino al 1603, quando grazie all'intervento di Salima e di sua suocera Hamida Banu, si riuscì a ricucire lo strappo fra i due. Salima in persona portò la notizia del perdono a Salim e lo scortò, su un elefante di nome Fateh Lashkar, ad Agra, dove poté prostrarsi ai piedi del padre per ricevere il suo perdono.      
Salim salì poi al trono, col nome Jahangir, nel 1605, alla morte di Akbar. Durante il suo regno, Salima mantenne la sua posizione a corte e fece mostra della sua influenza in diverse occasioni, ad esempio, nel 1606, ottenendo la grazia per Khusrau Mirza, figlio maggiore di Jahangir e ribelle, per il cui perdono implorò insieme alla madre di Jahangir, Mariam, e alla figliastra Shakrunnissa Begum. Ottenne la grazia anche per il principale complice del principe, Mirza Aziz Koka, fratello di latte di Akbar, la cui figlia era una delle consorti di Khusrau.      
Salima morì ad Agra a settantatré anni, il 2 gennaio 1613, dopo una breve malattia. Venne sepolta in città, nei giardini di Mandarkar, che lei stessa aveva commissionato. 

## Cultura popolare
- Salima è un personaggio del romanzo storico La ventesima moglie (2002), di Indu Sundaresan.
- Nella serie televisiva Jodha Akbar (2023), è interpretata dall'attrice Manisha Yadav.
- Nel dramma televisivo Bharat Ka Veer Putra - Maharana Pratap (2013), è interpretata dall'attrice Riya Deepsi.
- Nel film televisivo Dastaan-E-Mohabbat Salim Anarkali (2018), è interpretata dall'attrice Parvati Seghal.
- Nella web serie Taj: Divided by Blood (2023), è interpretata dall'attrice Zarina Wahab.